# Romualdo Trigona, principe di Sant'Elia
Romualdo Trigona Gravina, principe di Sant'Elia (Palermo, 11 ottobre 1809 – Palermo, 26 gennaio 1877), è stato un nobile e politico italiano.

## Biografia
Nacque a Palermo l'11 ottobre 1809 da Domenico, VII principe di Sant'Elia, e dalla nobildonna Rosalia Gravina Termine dei principi di Palagonia. Nel 1827 sposò Laura Naselli Terrasini, figlia di Domenico duca di Gela, da cui ebbe cinque figli. Dalla moglie, unica figlia del Duca di Gela, ne acquisì il relativo titolo.
Succeduto al padre al titolo di Principe di Sant'Elia, nel 1828 a soli diciannove anni, Trigona venne eletto presidente della Commissione per la prigionia di Palermo, e successivamente governatore dell'Istituto del Monte di Pietà. Nel 1835 ottenne l'attestato di nobiltà dal Senato di Palermo.
Nel 1841, fondò a Palermo lo stabilimento tipografico L'Empedocle, che diede alle pubblicazioni l'omonima rivista.
Di sentimenti antiborbonici, il Principe di Sant'Elia partecipò attivamente alla Rivoluzione siciliana del 1848, in particolare ai moti scoppiati a Palermo, della cui città ne presiedette il governo provvisorio. Costituito il Regno di Sicilia indipendente, fece parte del suo Senato nel 1848-49. Nel 1859, il Trigona si rifiutò di unirsi alla commissione inviata a Napoli per elogiare il re Francesco II di Borbone per la successione al trono di Ferdinando, e dopo l'occupazione della Sicilia avvenuta nel 1860 con la Spedizione dei Mille di Garibaldi, fu membro della Luogotenenza Generale per le province siciliane.. Fu poi eletto deputato a Gela (allora collegio di Terranova), carica dalla quale si dimise quando, il 20 gennaio 1861, il sovrano Vittorio Emanuele II di Savoia, primo Re d'Italia, lo nominò senatore del Regno. 
Nel dicembre dello stesso anno, il Principe di Sant'Elia, membro della loggia massonica denominata Supremo Consiglio di Palermo, assieme ad altri iscritti ne fondò una nuova denominata Supremo Consiglio Centrale di Sicilia, di cui il medesimo fu a capo.
Socio della Società Siciliana per la Storia Patria, fondata nel 1873, morì nella sua città natale il 26 gennaio 1877 all'età di 67 anni.

### Il caso deiI pugnalatori di Palermo
La notte del 1º ottobre 1862, improvvisamente e, quasi contemporaneamente, a Palermo vennero pugnalati tredici uomini, i quali non avevano nulla in comune. Uno dei pugnalatori, Angelo D'Angelo, lustrascarpe di 38 anni, fu catturato e confessò i nomi degli altri esecutori e dei mandanti, tra cui nominativi figurava quello del principe Romualdo Trigona di Sant'Elia e di alcuni alti prelati.
Il caso venne affidato al magistrato piemontese Guido Giacosa, nominato alcuni mesi prima procuratore generale del Re presso la Corte d'Appello di Palermo. Giacosa, che fece condannare con l'accusa di tentato omicidio tutti gli imputati, inizialmente escluse le responsabilità del Trigona quale mandante delle pugnalate, ma il 13 gennaio 1863, la sera della sentenza, ebbe luogo un altro ferimento, che portò il procuratore a rivedere la sua posizione e a riaprire il caso.
Il Principe di Sant'Elia fu perciò oggetto di un'indagine giudiziaria quale mandante dei ferimenti avvenuti nel 1862, che, insieme a Francesco Starrabba, principe di Giardinelli, e ad alcuni prelati, avrebbe ordito una cospirazione neoborbonica con l'intento di ripristinare l'antico regime, che garantiva maggiori vantaggi e privilegi alla nobiltà siciliana e al clero. Riuscì a difendersi dalle accuse mossegli avvalendosi dell'immunità parlamentare, ma non a convincere il regio procuratore Giacosa che si trattava di una macchinazione ai suoi danni.